# Niní Caffaro
Erasmo Cáffaro Durán, de nome artistico Niní Cáffaro (San Pedro de Macorís, República Dominicana, 25 de novembro de 1939) é um cantor. Cáffaro foi o representante da República Dominicana no Festival OTI 1973 com a canção "El juicio final".